# Befektetett pénzügyi eszköz
Befektetett eszközök között azokat az eszközöket mutatjuk ki, amelyeket a Társaság azzal a céllal fektetett be, hogy tartós jövedelemre tegyen szert, illetve befolyásolási, irányítási, ellenőrzési lehetőségeket érjen el.
- TULAJDONI RÉSZESEDÉST JELENTŐ BEFEKTETÉSEK (RÉSZESEDÉSEK)

1. Tartós részesedés kapcsolt vállalkozásban
2. Egyéb tartós részesedés

- HITELVISZONYT MEGTESTESÍTŐ ÉRTÉKPAPÍROK

1. Államkötvények
2. kapcsolt vállalkozások értékpapírjai
3. Egyéb vállalkozások értékpapírjai
4. Tartós diszkont értékpapírok

- TARTÓSAN ADOTT KÖLCSÖNÖK

1. Tartósan adott kölcsönök, egyéb részesedési viszonyban álló vállalkozásban
2. Egyéb tartósan adott kölcsönök
3. Tartós bankbetétek kapcsolt vállalkozásban
4. Tartós bankbetétek egyéb részesedési viszonyban álló vállalkozásban
5. Egyéb tartós bankbetétek
6. Pénzügyi lízing miatti tartós követelés